# Ribera del Fresno (kommunhuvudort)
Ribera del Fresno är en kommunhuvudort i Spanien.   Den ligger i provinsen Provincia de Badajoz och regionen Extremadura, i den sydvästra delen av landet, 300 km sydväst om huvudstaden Madrid. Ribera del Fresno ligger 404 meter över havet och antalet invånare är 3 291.
Terrängen runt Ribera del Fresno är platt. Runt Ribera del Fresno är det glesbefolkat, med 12 invånare per kvadratkilometer. Närmaste större samhälle är Villafranca de los Barros, 8,8 km väster om Ribera del Fresno. Trakten runt Ribera del Fresno består till största delen av jordbruksmark.